# Universidade Loma Linda
A Universidade Loma Linda é uma universidade particular vinculada ao centro de ciências da saúde da Igreja Adventista do Sétimo Dia em Loma Linda, Califórnia. Desde 2019, a universidade é composta por oito cursos superiores e uma Faculdade de Pós-Graduação. A universidade faz parte do sistema educacional adventista do sétimo dia. A universidade também é credenciada pela WASC Senior College and University Commission (WSCUC). Sua igreja do campus tem cerca de 7.000 membros.

## História

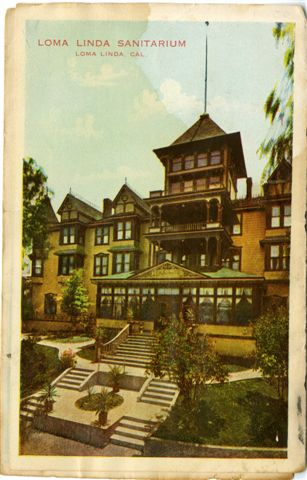
Cartão postal antigo do Sanatório Loma Linda

### Começos
A Universidade de Loma Linda teve seu início em 1905, quando os adventistas do sétimo dia John Burden e Ellen G. White fundaram o que ficou conhecido como Sanatório de Loma Linda.
Em fevereiro de 1906, um conselho de obreiros da Igreja reuniu-se em Loma Linda. Consistia no corpo docente da Fernando Academy, no corpo docente da escola Loma Linda e no comitê executivo da Southern California Conference.
Em 1906, o Colégio de Evangelistas Loma Linda foi estabelecido. Cursos incluídos:
- Religião: Evangelismo Bíblico, Atos e Epístolas, Métodos Missionários e Doutrinas e Profecias.
- Geral: História, Línguas, Matemática, Inglês, Música, Piano e Órgão.
- Industrial: Ciências da Jardinagem, Jardinagem Prática, Mecânica Elétrica, Carpintaria, Culinária, Contabilidade, Costura.
- Enfermagem/Médica: Química e Anatomia, Doenças Infantis, Fisiologia, Obstetrícia, Ginecologia, Hidroterapia, Prática de Enfermagem e Hidroterapia.[9]

O Anuário Adventista do Sétimo Dia de 1910 passou a incluir a escola como 'Loma Linda College'. Acrescenta o título legal, 'Faculdade de Evangelistas Médicos de Loma Linda' (CME) e observa que a escola foi licenciada como Faculdade de Medicina em 1909.

### 1910 a 1919

#### Desenvolvimentos Clínicos Iniciais
De 1913 a 1962, a universidade ensinou ciências básicas em Loma Linda, mas teve necessidade de enviar seus alunos para Los Angeles para adquirirem experiência clínica. Ellen White promoveu ambientes rurais para escolas adventistas, mas para treinar estudantes de medicina, a escola precisava prover experiência clínica (residência). O Sanatório Loma Linda não tinha tal clínica. A Associação Médica Americana não reconheceria a faculdade de medicina se ela não proporcionasse experiência clínica adequada aos seus alunos.
Em 1905, a Associação Médica Americana formou o Conselho Nacional de Educação Médica, e Nathan Porter Colwell (1870–1936) tornou-se seu primeiro secretário no ano seguinte. Em reação a isso, os líderes adventistas interessados em desenvolver a escola de medicina reuniram-se com o Dr. Colwell. Ele visitou o campus e deu conselhos sobre como proceder. O pastor EE Andross, presidente da Associação dos Adventistas do Sétimo Dia da União do Pacífico e presidente do conselho do College of Medical Evangelists, relatou uma reunião especial do grupo constituinte do colégio, realizada em Loma Linda, em 27 de janeiro de 1913. Um grande número de homens da Associação Geral estava na Califórnia naquela época. Andross convocou esta reunião para ouvor seus conselhos e se basear neles. Em seu relatório, ele escreveu que eram necessários um hospital médico e um dispensário para atender aos requisitos de credenciamento para a futura educação médica na instituição. Em 29 de setembro de 1913, o College of Medical Evangelists abriu o First Street Dispensary no coração de Los Angeles.

#### Primeira Guerra Mundial e classificação 'B'
Durante a Primeira Guerra, o governo federal dos Estados Unidos isentou os estudantes de medicina do alistamento militar. Mas eles só reconheceriam escolas médicas que possuíssem classificação 'A' e 'B'. O College of Medical Evangelists teve apenas uma classificação 'C'. As autoridades do estado da Califórnia apoiaram uma classificação mais elevada e, após um esforço nacional, Percy T. Magan e colegas persuadiram o Dr. Colwell a visitar a escola e determinar se uma classificação 'B' poderia ser dada. Após a visita da AMA, a classificação foi elevada para ‘B’. Os estudantes de medicina que já haviam saído para o serviço militar retornaram para finalizar a formação médica. Margaret Rossiter White, bibliotecária de registros históricos de Loma Linda, escreveu na época que isso foi uma tremenda vitória para Loma Linda.

### 1919–1960

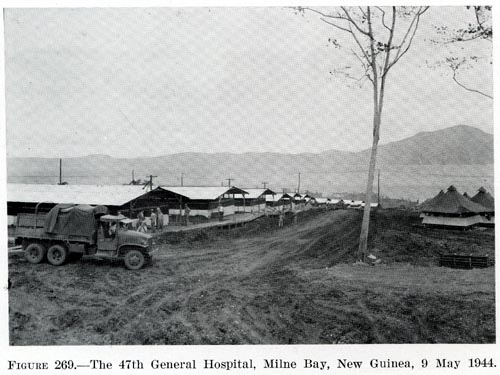
Hospital Geral 47 da LLU, Milne Bay

Em 16 de novembro de 1922, o Dr. Colwell relatou que o Conselho de Educação Médica havia concedido uma classificação 'A' ao College of Medical Evangelists. O mundo médico, sob a liderança da Associação Médica Americana, estava desenvolvendo rapidamente padrões para a educação médica e para a qualidade dos hospitais. Os requisitos para acreditação também se desenvolveram. A Review and Herald de 12 de julho de 1923 apresentou os discursos proferidos na Convenção Educacional realizada em Colorado Springs, de 5 a 19 de junho de 1923. Em um artigo intitulado 'Separação do Mundo na Educação', O pastor WE Howell, ex-presidente do Loma Linda College of Evangelists (1906)  e na época do artigo, o Secretário, ou diretor, do Departamento de Educação da Conferência Geral Adventista do Sétimo Dia, expressou preocupação sobre onde a dependência do credenciamento junto ao governo levaria as escolas adventistas. Durante a Segunda Guerra Mundial, o CME patrocinou o 47º Hospital Geral.

### 1960–1980

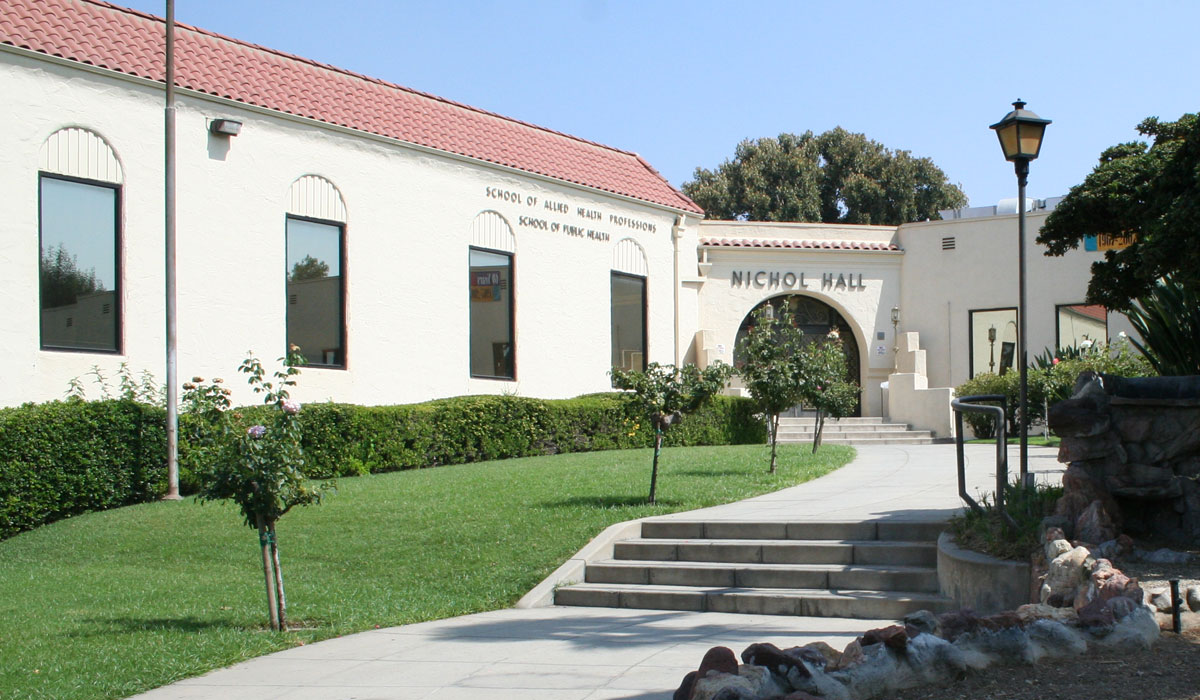
Nicol Hall

#### Status da universidade e mudança de nome
Em 1961, os líderes universitários votaram pela mudança na nomenclatura e pela conversão da instituição em universidade e assim, renomearam a instituição com o nome de cidade. Todas as suas faculdades científicas e clínicas foram consolidadas na cidade de Loma Linda em 1962.
Em 9 de julho de 1967, a universidade inaugurou o Centro Médico Universitário Loma Linda com mais de 125 pacientes do antigo hospital comunitário. A universidade também administrou por certo tempo a faculdade adventista de artes liberais em Riverside de 1967 a 1990, que agora é conhecida como Universidade La Sierra.
Em 1980, o estado designou o LLU como o único centro de trauma de Nível I nos condados de San Bernardino, Riverside, Inyo e Mono, que compreendem mais de um quarto da extensão territorial do estado da Califórnia. Cerca de 1.600 helicópteros de emergência e salvamento pousam lá todos os anos.

### 1980–2011
Em 1991, B. Lyn Behrens tornou-se a primeira mulher presidente da LLU. Servindo até março de 2008, ela foi sucedida por Richard Hart, que já havia atuado como chanceler da LLU.
A Universidade Loma Linda inaugurou sua nova área, contendo 14.000m², o chamado Complexo Centenário em 28 de outubro de 2009. Esse complexo inclui novas salas de aula, dois grandes anfiteatros de 200 a 400 lugares e mais de 100 estações de trabalho com laboratórios para estudantes de odontologia, medicina, fisioterapia e pós-graduação. A tecnologia atualizada permite que a universidade se conecte a diversas áreas ao redor do mundo. Além disso, o complexo abriga laboratórios de simulação onde os alunos podem praticar habilidades médicas em atores reais e manequins robóticos sofisticados. Esperava-se que o complexo aumentasse o crescimento da universidade em 25 por cento, passando de seus atuais 4.000 alunos matriculados para 5.000 alunos até 2010.

## Subsídios e financiamento
A universidade se inscreve e recebe bolsas de diversas organizações. Algumas das bolsas de pesquisa incluem:
- Comissão de Nozes da Califórnia[19] para pesquisa de nozes;
- Grupo Pfizer de Saúde Pública e Governo[20] para programas televisivos de saúde pública e programação na Internet;
- Parceria NSF para Bolsa de Inovação[21] em parceria com o Instituto Larta.

### Apoio do governo federal
A relação especial entre a Universidade de Loma Linda e o representante Jerry Lewis, R – San Bernardino, vieram à tona pela primeira vez em uma exposição ganhadora do Prêmio Pulitzer escrita por Jerry Kammer. Lewis prestou ajuda significativa no financiamento de importantes operações escolares. De 1998 a 2003, A universidade Loma Linda recebeu US$ 167,2 milhões em fundos federais, sendo o beneficiário acadêmico número um do país, e recebendo quase US$ 60 milhões a mais do que a segunda colocada, a Universidade do Sul da Flórida. Em 2000, foi o maior beneficiário de bolsas de ensino superior, com 36 milhões de dólares. Várias doações vieram do Departamento de Defesa, além de US$ 5 milhões da NASA para pesquisas sobre radiação espacial. Os críticos apontaram que o irmão de Lewis trabalhava na Universidade Loma Linda. Em 2008, a Universidade Loma Linda recebeu quase US$ 9,5 milhões, dos quais US$ 5 milhões vieram do Departamento de Defesa.

## Escola de Saúde Pública
A Escola de Saúde Pública da Universidade Loma Linda foi fundada em 1967. A escola é membro credenciado da Associação de Escolas de Saúde Pública (ASPH). A Escola de Saúde Pública oferece Mestrado em Ciências (MS), Mestrado em Administração de Empresas (MBA), Mestrado em Saúde Pública (MPH), Doutor em Saúde Pública (DrPH) e certificados.

## Escola de Saúde Comportamental
A Escola de Saúde Comportamental da Universidade Loma Linda foi criada em 2012 e inclui os seguintes departamentos:
- Aconselhamento e Ciências da Família: Especialista em Vida Infantil (MS), Aconselhamento (MS), Aconselhamento sobre Drogas e Álcool (Certificado Online), Terapia Conjugal e Familiar (MS Online ou no Campus, DMFT Online), Sistemas, Famílias e Casais (PhD) ), Aconselhamento Escolar (Certificado)
- Psicologia: Psicologia Clínica (PhD, PsyD)
- Serviço Social e Ecologia Social: Justiça Criminal (MS), Gerontologia (MS), Bem-Estar Social e Pesquisa Social (PhD), Serviço Social (MSW Híbrido ou Presencial, DSW Híbrido)
- Divisão de Estudos Interdisciplinares: Ludoterapia (Certificado Online)
- Graus duplos: Aconselhamento/Terapia Conjugal e Familiar/Aconselhamento sobre Drogas e Álcool (MS/MS/Certificado Online), Serviço Social/Justiça Criminal (MSW/MS), Serviço Social/Gerontologia (MSW/MS).[28]

## Classificações
A Loma Linda University não foi ranqueada na versão 2022 do US News &amp; World Report Best Colleges Ranking, mas seu programa de enfermagem está empatado em 76º lugar. Foi listada como a 994ª melhor universidade do mundo e a 213ª melhor universidade dos Estados Unidos pelo Center for World University Rankings em sua classificação de 2018-2019.